# Бурчеллова зебра
Бурче́ллова зе́бра, или саванная зебра (лат. Equus quagga), — млекопитающее рода лошадей отряда непарнокопытных; наиболее обычный и распространённый вид зебр. Названа в честь британского ботаника и натуралиста Уильяма Бурчелла (1781—1863). Широко распространена в юго-восточной Африке, от Южной Эфиопии до востока ЮАР и Анголы. Подвид квагга (Equus quagga quagga) был истреблён в 1883 году.

## Внешний вид и таксономия

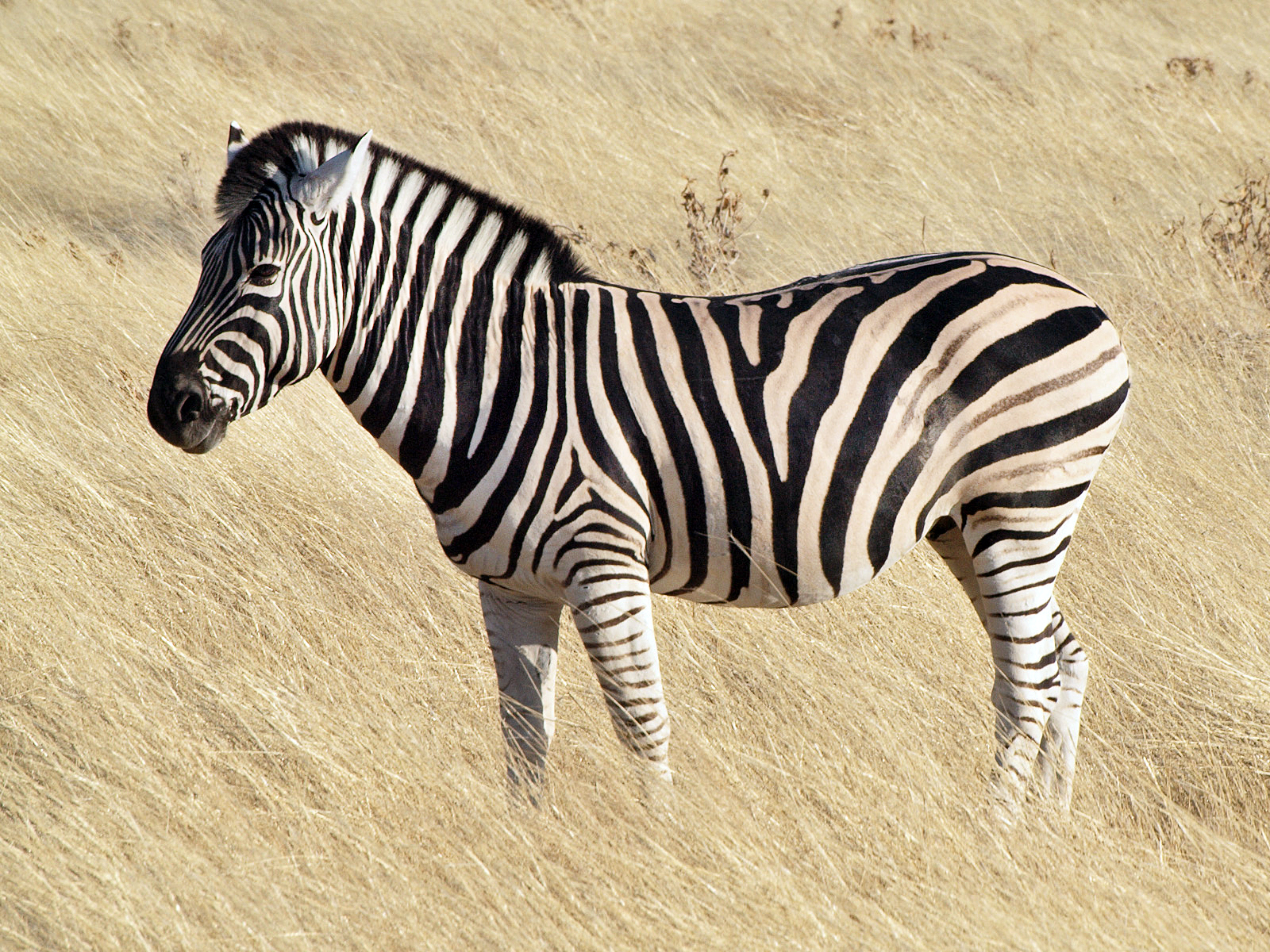
Бурчеллова зебра в национальном парке Этоша в Намибии

Полосатое животное среднего размера, плотного телосложения, на относительно коротких ногах. Длина тела составляет 2—2,4 м, хвоста — 47—57 см, высота в холке — 1,12—1,4 м, масса — 290—340 кг. Самцы всего на 10% крупнее самок. Другое отличие самцов от самок — более толстая шея. Грива короткая, прямостоящая; на конце хвоста кисть длинных волос. Окраска, характерная для зебр, состоит из чередующихся тёмных и светлых полос, точнее светлых полос на тёмном фоне. У каждой особи свой неповторимый рисунок, он так же индивидуален, как отпечатки пальцев у людей. На передней части тела полосы идут вертикально, на крупе — ближе к продольным. Рисунок полос изменчив индивидуально и географически, что позволяет выделить 6 подвидов. 
В целом, у северных подвидов саванной зебры полосы выражены чётче и покрывают всё тело, в то время как у южных подвидов (например, у зебры Чапмана) они шире, на крупе и ногах имеют тенденцию светлеть и «размываться», а на фоне белых полос различимы дублирующие их «теневые», светло-коричневые полосы. От пустынной зебры саванная зебра отличается меньшими размерами и более редкими полосками; от горной зебры — отсутствием «подгрудника», характерной выпуклости на шее, и узора в виде решётки на крупе.

## Образ жизни
Населяя саванны и степи, саванная зебра предпочитает злаковые и злаково-кустарниковые пастбища, особенно расположенные на холмах и пологих склонах невысоких гор. Однако встречается и на частично облесенных участках с высокой травой, что способствует расширению её ареала по сравнению с другими зебрами. Как правило, саванные зебры первыми осваивают высокотравье; другие травоядные (газели, гну, конгони, ориксы и иные антилопы) появляются вслед за стадами зебр, вытаптывающими траву. На ночь зебры, однако, откочёвывают на открытые участки, которые предоставляют меньше укрытий для хищников. Питаются травянистой растительностью, употребляя в пищу около 50 видов трав. Листья и побеги поедают в меньших количествах. Зебры зависят от источников воды, поскольку должны пить минимум 1 раз в день, и никогда не удаляются от них на значительное расстояние.

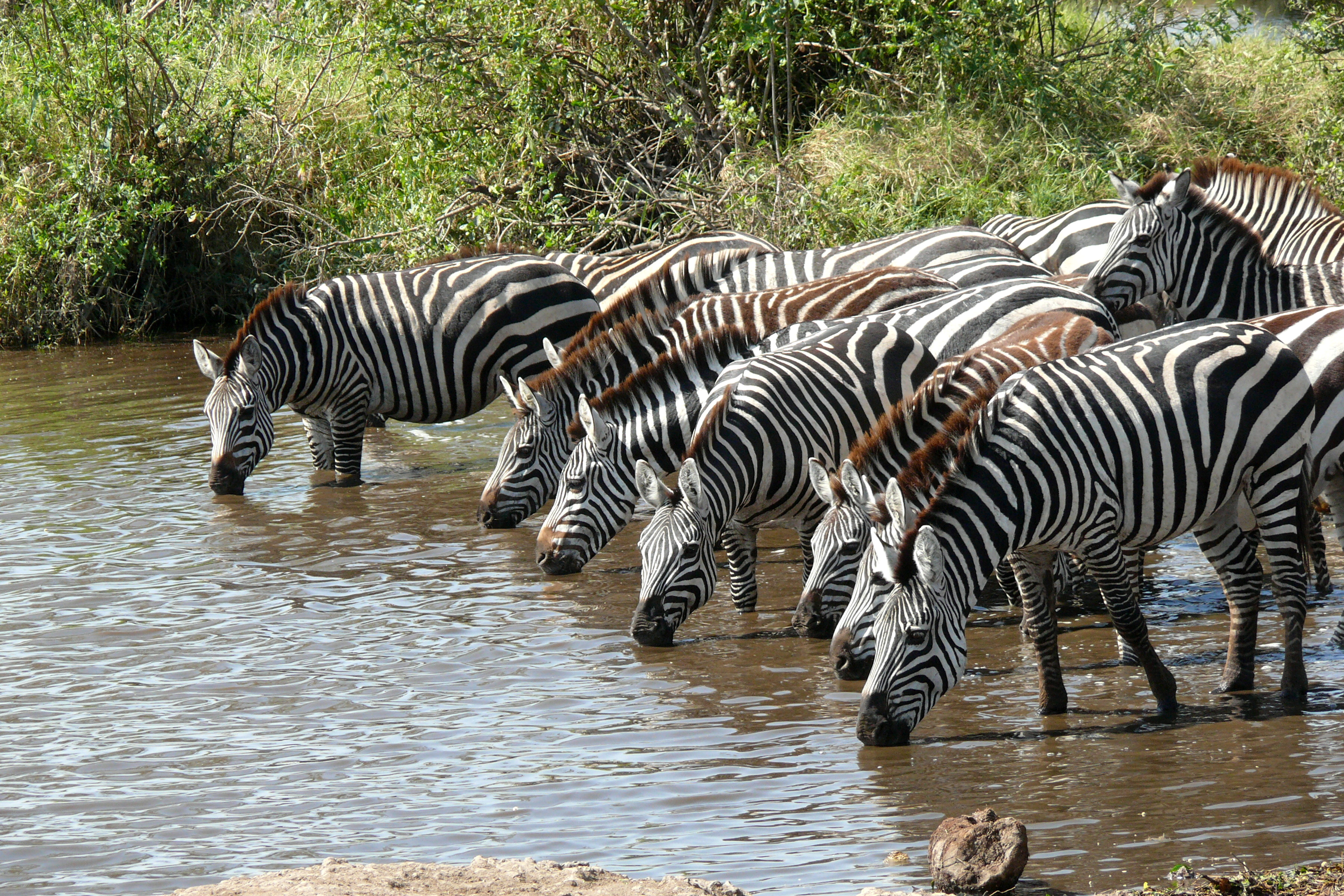
Бурчелловы зебры на водопое

Зебры — стадные полигамные животные, живущие семейными табунами. Во главе табуна стоит жеребец не моложе 5—6 лет, остальные — это самки и молодняк. Размер табуна зависит от условий обитания; как правило, в нём не больше 9—10 голов. Табун возникает, когда молодой жеребец выбирает себе кобылу. Вскоре к ним присоединяются ещё несколько самок, и они держатся вместе до конца жизни. Состав семейного табуна постоянен, хотя при нападении хищников или во время миграций он может временно распадаться, либо объединяться с другими табунами в стада размером до десятков и сотен голов. Кроме того, зебры часто пасутся бок о бок с другими травоядными. Объединение в большие стада является защитной мерой — оно снижает шансы на то, что конкретное животное станет добычей хищников. Члены семейного табуна узнают друг друга даже на значительном расстоянии. Внутри табуна существует иерархия самок со старейшей кобылой во главе. Молодые жеребцы изгоняются из семейной группы в возрасте 1-3 лет; до этого антагонизма между ними и косячным жеребцом не бывает. Холостые взрослые самцы образуют отдельные табуны или держатся поодиночке. Косячные жеребцы кроют кобыл своего табуна, не допуская к ним посторонних самцов. Однако даже если холостой жеребец отбивает самку, после покрытия она вновь возвращается в свой табун. Старых или больных жеребцов изгоняют из табуна, что сопровождается драками. В целом же, драки между взрослыми жеребцами, которые водят табуны, и между косячными жеребцами и холостяками редки. 

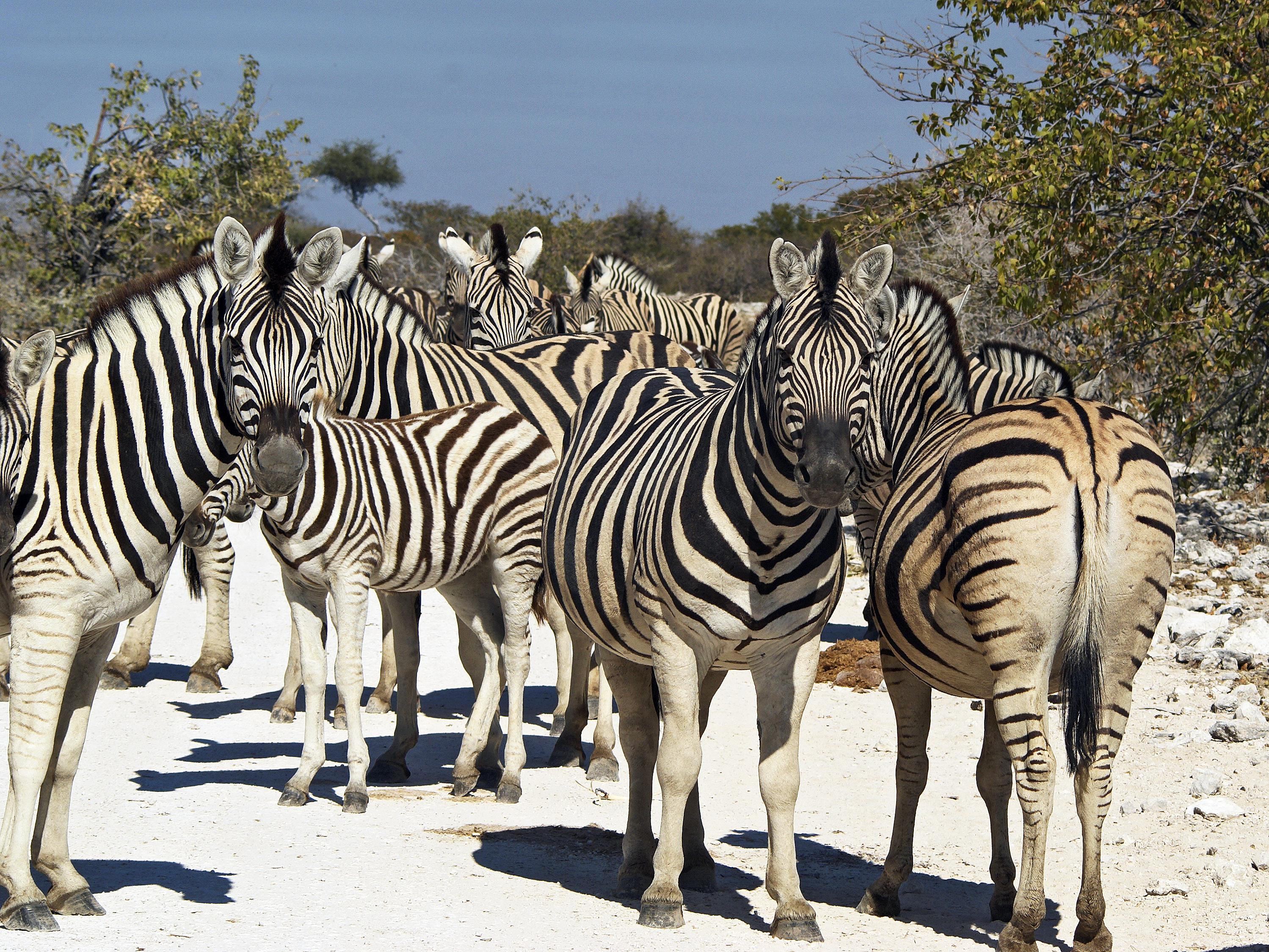
Табун зебр в национальном парке Этоша

Саванная зебра широко кочует в связи с сезонными изменениями кормовых условий, во время сухого сезона уходя в более влажные районы. В засушливых областях вроде Серенгети (Танзания) общая протяжённость ежегодного кочевого пути составляет 805 км, в то время как в более влажном Нгоронгоро (Танзания) зебры круглый год живут оседло. Одна из взрослых кобыл (как правило, старейшая) ведёт табун во время миграций; за ней следуют жеребята в порядке увеличения возраста, далее другие самки с молодыми, а замыкает шествие жеребец. Места пастьбы и водопоя относительно постоянны, но не защищаются членами табуна от других зебр и травоядных животных. Размеры кормового участка одного табуна могут варьироваться от 31 до 622 км².

## Размножение
Первая течка у кобыл бывает в возрасте 13—15 месяцев; косячный жеребец кроет самок, начиная с 1,5-летнего возраста. Однако оплодотворение происходит не раньше чем в 2—2,5 года, и впервые самка приносит жеребёнка не раньше чем в 3—3,5 года. Неполовозрелых самок часто отбивают и уводят из табуна одиночные самцы. Самцы становятся половозрелыми в 3 года, но из-за конкуренции со старшими самцами собирают собственные гаремы не раньше 5—6 лет. 

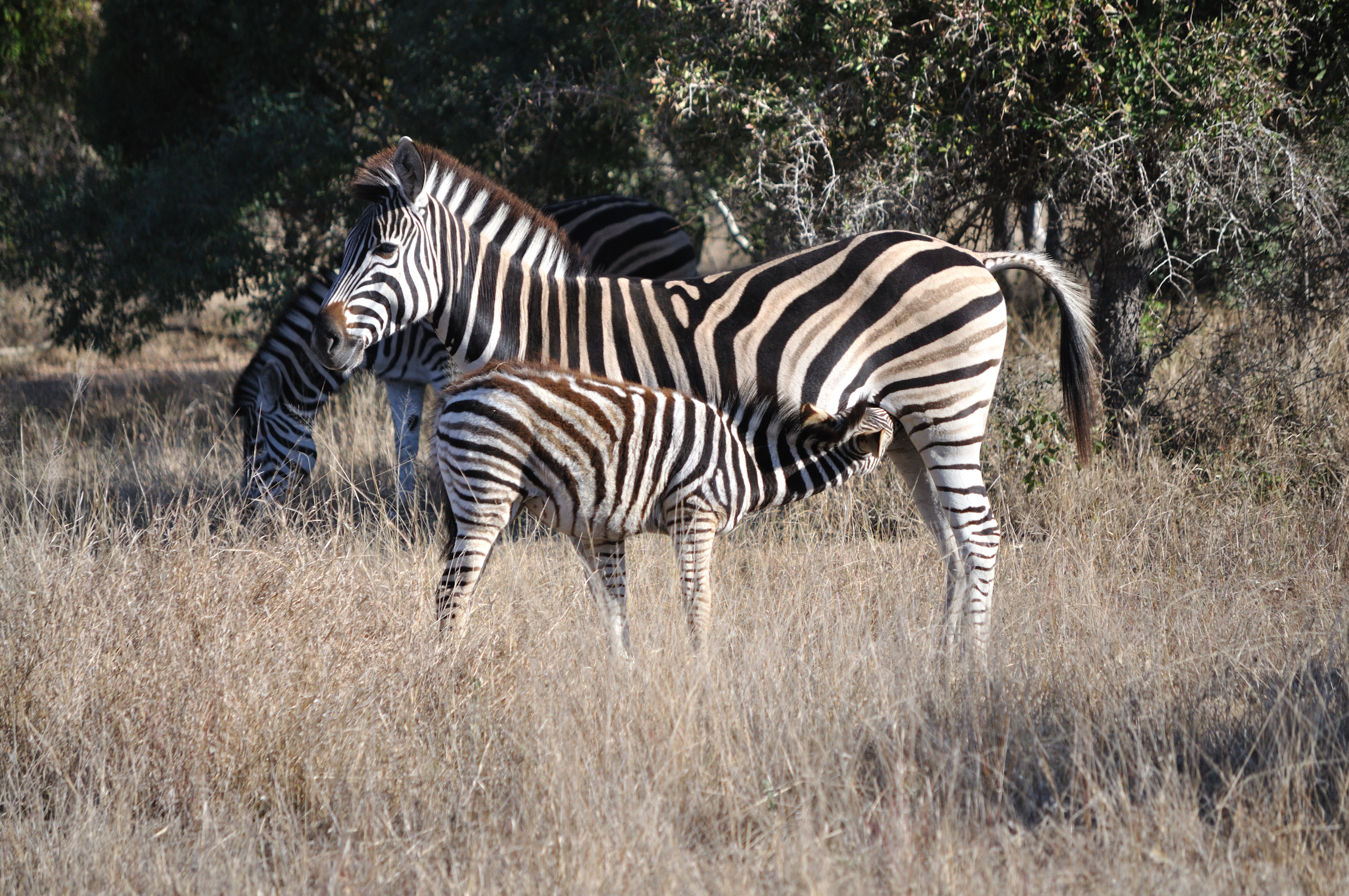
Самка с детёнышем

Зебры не имеют определённого сезона размножения, хотя пик родов у них приходится на начало дождливого сезона, декабрь-январь. Так, по исследованиям в заповеднике Нгоронгоро в январе — марте (сезон дождей) родится 2/3 жеребят, а в апреле — сентябре (сухой сезон) — только 1/10 часть. Беременность длится 346—390 дней, в среднем 370 дней. В помёте 1, редко 2 детёныша весом до 30 кг. Уже через 10—15 минут после появления на свет жеребёнок самостоятельно встаёт на ноги, через 20 минут делает первые шаги, через 30—45 минут проходит заметные расстояния, через час начинает сосать мать. Обычно первые 2—3 дня после появления жеребёнка самка никого не подпускает к нему ближе чем на 3 м, чтобы он смог запомнить индивидуальный рисунок на её теле и отличал бы потом её от других зебр. Косячный жеребец, как правило, держится поблизости от рождающей кобылы и в случае необходимости защищает её. Если новорожденному угрожает опасность (например, от гиен, которые бродят в поисках новорожденных копытных), мать прячется с детёнышем в табуне, и все зебры принимают участие в их защите; однако смертность детёнышей от нападений львов и гиен высока — до 50%. Хотя жеребёнок уже через неделю начинает щипать траву, молочное вскармливание продолжается до 12—16 месяцев. Обычно зебры приносят жеребёнка 1 раз в 2—3 года, но 1/6 часть кобыл жеребится ежегодно, беременея сразу после родов. Кобылы способны жеребиться до 15—18 лет. 
В природе саванные зебры живут 20—30 лет; в неволе продолжительность их жизни достигает 40 лет.

## Статус популяции
Несмотря на то, что саванных зебр добывают ради мяса и шкур, они по-прежнему одни из самых многочисленных копытных животных Африки. Большую угрозу для них составляет сельскохозяйственное освоение земель, пищевая конкуренция с домашним скотом и деградация привычных местообитаний. В настоящее время саванные зебры наиболее многочисленны в национальных парках и резерватах Восточной и Южной Африки.